# Braeholm (Virginia Occidental)
Braeholm es un área no incorporada ubicada en el condado de Logan (Virginia Occidental), Estados Unidos. Está catalogada como un asentamiento humano por la Junta de Nombres Geográficos de los Estados Unidos.
El número de identificación (ID) asignado por el Servicio Geológico de Estados Unidos es 1553963.

## Geografía
Se encuentra a una altitud de 263 metros sobre el nivel del mar (863 pies) según el conjunto de datos de elevación nacional.